# Polygonella articulata
Polygonella articulata (L.) Meisn. – gatunek rośliny z rodziny rdestowatych (Polygonaceae Juss.). Występuje naturalnie w Kanadzie (w Ontario, Quebecu i Nowym Brunszwiku) oraz wschodnich Stanach Zjednoczonych (w Wirginii, Karolinie Północnej, Georgii, Marylandzie, Delaware, New Jersey, Pensylwanii, stanie Nowy Jork, Connecticut, Rhode Island, Massachusetts, Vermoncie, New Hampshire, Maine, Michigan, Indianie, Illinois, Wisconsin, Iowa i Minnesocie). 

## Morfologia
PokrójRoślina jednoroczna dorastająca do 10–50 cm wysokości.
LiścieIch blaszka liściowa jest siedząca i ma kształt od równowąskiego do wachlarzykowatego. Mierzy 5–20 mm długości oraz 1 mm szerokości, o tępym wierzchołku. Gatka jest całobrzega.
KwiatyObupłciowe, zebrane w grona, rozwijają się na szczytach pędów. Listki okwiatu mają kształt od eliptycznego do odwrotnie jjajowatego i barwę od białej do różowej, mierzą 1–2 mm długości.
OwoceTrójboczne niełupki osiągające 2–3 mm długości.

## Biologia i ekologia
Rośnie na nieużytkach, brzegach rzek oraz na plażach. Występuje na wysokości do 500 m n.p.m.